# Muzoa madida
Muzoa madida är en kackerlacksart som beskrevs av Rehn, J. A. G. 1930. Muzoa madida ingår i släktet Muzoa och familjen småkackerlackor.
Artens utbredningsområde är Costa Rica. Inga underarter finns listade i Catalogue of Life.